# Guerra no declarada
Una guerra no declarada es un conflicto militar entre dos o más naciones sin que alguno de los beligerantes emitan una declaración de guerra formal. El término a veces es usado para incluir cualquier desacuerdo o conflicto que se libra sin una declaración oficial. Desde la "acción policial" de las Naciones Unidas en Corea seguida por el ejemplo dado por el Reino Unido durante la llamada Emergencia Malaya, varios gobiernos democráticos han buscado acciones disciplinarias y limitado la guerra definiéndolas como algo más, como una "acción militar" o "respuesta armada". Los Estados Unidos no han declarado formalmente la guerra desde la Segunda Guerra Mundial. Además, Estados Unidos nunca declaró oficialmente la guerra durante su papel en la Guerra de Vietnam; la resolución del Golfo de Tonkin autorizó el escalamiento de la guerra de Vietnam sin una declaración de guerra.
Naciones como Francia, las cuales tenían extensas colonias en las cuales los militares mantenían el orden, continuaron interviniendo en los asuntos de sus excolonias con acciones policiales.[cita requerida]

## Conflictos
Algunas guerras no declaradas son:
- Guerra de las Malvinas
- Bombardeo de la OTAN sobre Yugoslavia
- Cuasi-Guerra
- Guerra peruano-ecuatoriana
- Conflictos entre Honduras y Nicaragua de 1988. (Operación Danto 88 y Operación Faisán Dorado)
- Guerra de Nagorno Karabaj
- Guerra de Abjasia (1992-1993)
- Guerras fronterizas soviético-japonesas
- Guerra ruso-ucraniana
- Guerra Irán–Israel